# لیگ برتر فوتبال استونی ۹۶-۱۹۹۵
لیگ برتر فوتبال استونی ۹۶–۱۹۹۵ (انگلیسی: 1995–96 Meistriliiga) پنجمین فصل لیگ برتر فوتبال استونی است که با قهرمانی باشگاه فوتبال لانتانا تالین به پایان رسیده‌است.

## مرحله مقدماتی
| رتبه | تیم                              | بازی | برد | مساوی | باخت | گل زده | گل خورده | گل تفاضل | امتیاز | صلاحیت              |
| ---- | -------------------------------- | ---- | --- | ----- | ---- | ------ | -------- | -------- | ------ | ------------------- |
| ۱    | باشگاه فوتبال لانتانا تالین      | ۱۴   | ۱۰  | ۳     | ۱    | ۳۷     | ۸        | ۲۹+      | ۳۳     | صعود به مرحله اصلی  |
| ۲    | باشگاه فوتبال ناروا ترانس        | ۱۴   | ۶   | ۴     | ۴    | ۲۲     | ۱۶       | ۶+       | ۲۲     | صعود به مرحله اصلی  |
| ۳    | باشگاه فوتبال فلورا تالین        | ۱۴   | ۶   | ۴     | ۴    | ۳۷     | ۱۹       | ۱۸+      | ۲۲     | صعود به مرحله اصلی  |
| ۴    | باشگاه فوتبال تالین سادام        | ۱۴   | ۶   | ۳     | ۵    | ۲۳     | ۱۶       | ۷+       | ۲۱     | صعود به مرحله اصلی  |
| ۵    | باشگاه فوتبال تی‌وی‌ام‌کی           | ۱۴   | ۶   | ۲     | ۶    | ۲۰     | ۱۹       | ۱+       | ۲۰     | صعود به مرحله اصلی  |
| ۶    | Tervis                           | ۱۴   | ۵   | ۲     | ۷    | ۱۳     | ۱۷       | ۴−       | ۱۷     | صعود به مرحله اصلی  |
| ۷    | باشگاه فوتبال استی پولوکیوی یووی | ۱۴   | ۳   | ۸     | ۳    | ۱۳     | ۱۷       | ۴−       | ۱۷     | مسابقات انتقالی لیگ |
| ۸    | PJK Kalev                        | ۱۴   | ۰   | ۲     | ۱۲   | ۸      | ۶۱       | ۵۳−      | ۲      | مسابقات انتقالی لیگ |

## مرحله اصلی
| رتبه | تیم                             | بازی | برد | مساوی | باخت | گل زده | گل خورده | گل تفاضل | BP | امتیاز | صلاحیت                                      |
| ---- | ------------------------------- | ---- | --- | ----- | ---- | ------ | -------- | -------- | -- | ------ | ------------------------------------------- |
| ۱    | باشگاه فوتبال لانتانا تالین (C) | ۱۰   | ۶   | ۲     | ۲    | ۲۱     | ۷        | ۱۴+      | ۱۷ | ۳۷     | صعود به مرحله انتخابی جام یوفا              |
| ۲    | باشگاه فوتبال فلورا تالین       | ۱۰   | ۶   | ۲     | ۲    | ۱۴     | ۳        | ۱۱+      | ۱۱ | ۳۱     | صعود به مرحله انتخابی جام یوفا              |
| ۳    | باشگاه فوتبال تی‌وی‌ام‌کی          | ۱۰   | ۷   | ۰     | ۳    | ۱۳     | ۱۰       | ۳+       | ۱۰ | ۳۱     |                                             |
| ۴    | باشگاه فوتبال تالین سادام       | ۱۰   | ۴   | ۱     | ۵    | ۱۷     | ۱۹       | ۲−       | ۱۱ | ۲۴     | صعود به مرحله مقدماتی جام برندگان جام اروپا |
| ۵    | باشگاه فوتبال ناروا ترانس       | ۱۰   | ۲   | ۲     | ۶    | ۱۱     | ۱۶       | ۵−       | ۱۱ | ۱۹     | صعود به جام اینترتوتو ۱۹۹۶                  |
| ۶    | Tervis                          | ۱۰   | ۱   | ۱     | ۸    | ۷      | ۲۸       | ۲۱−      | ۹  | ۱۳     |                                             |

## مسابقات انتقالی لیگ
| رتبه | تیم                              | بازی | برد | مساوی | باخت | گل زده | گل خورده | گل تفاضل | امتیاز | صعود یا سقوط                   |
| ---- | -------------------------------- | ---- | --- | ----- | ---- | ------ | -------- | -------- | ------ | ------------------------------ |
| ۱    | باشگاه فوتبال استی پولوکیوی یووی | ۱۰   | ۷   | ۰     | ۳    | ۲۳     | ۷        | ۱۶+      | ۲۱     | صعود به لیگ برتر فوتبال استونی |
| ۲    | Vall (P)                         | ۱۰   | ۷   | ۰     | ۳    | ۱۸     | ۹        | ۹+       | ۲۱     | صعود به لیگ برتر فوتبال استونی |
| ۳    | باشگاه فوتبال نورما تالین        | ۱۰   | ۵   | ۲     | ۳    | ۱۳     | ۱۱       | ۲+       | ۱۷     | سقوط به لیگ دسته اول استونی    |
| ۴    | PJK Kalev (R)                    | ۱۰   | ۴   | ۲     | ۴    | ۱۲     | ۲۰       | ۸−       | ۱۴     | سقوط به لیگ دسته اول استونی    |
| ۵    | Dünamo                           | ۱۰   | ۲   | ۲     | ۶    | ۸      | ۱۴       | ۶−       | ۸      | سقوط به لیگ دسته اول استونی    |
| ۶    | TJK                              | ۱۰   | ۱   | ۲     | ۷    | ۹      | ۲۲       | ۱۳−      | ۵      | سقوط به لیگ دسته اول استونی    |